# Elecciones federales de Malasia de 1964
Las segundas elecciones federales de Malasia, terceras desde el establecimiento del Consejo Legislativo Federal, y primeras desde la unificación del país, se realizaron el 25 de abril de 1964 para escoger a los miembros del 2.° Parlamento de Malasia. La votación se llevó a cabo en 104 de los 159 distritos electorales parlamentarios de Malasia, em cada uno de los cuales se elige a un miembro del Dewan Rakyat, la cámara baja. También tuvieron lugar elecciones estatales en 282 distritos electorales en 11 estados de Malasia (de 14, excepto Sabah, Sarawak y Singapur) en el mismo día, cada uno de los cuales eligió un miembro del Dewan Undangan Negeri de cada estado.
Los comicios tuvieron lugar en el marco de la confrontación indonesio-malaya (Konfrontasi) por lo que la Alianza gobernante usó exitosamente una supuesta actitud pro-Indonesia de parte de los partidos opositores para desacreditar a sus candidatos. El resultado fue una amplia victoria para el oficialismo, que obtuvo 89 de los 104 escaños. La participación electoral fue del 78.9%. El resultado también contribuyó a la eventual expulsión de Singapur de la Federación al año siguiente. El Partido de Acción Popular (PAP) de Singapur decidió participar en las elecciones en el continente, y aunque atrajo a grandes multitudes en sus mítines, ganó solo un escaño: el de Devan Nair, que representaba a la circunscripción de Bungsar (ahora parte de los distritos electorales de Seputeh y Lembah Pantai). Esto puso en juego el predominio de la Asociación China de Malasia (uno de los tres partidos que componían la Alianza) sobre la población china y, por lo tanto, sobre una gran parte del electorado, lo que provocó que los líderes de la UMNO (Organización Nacional de los Malayos Unidos) líder de la coalición, se enfureciera con el liderazgo del PAP.
Fue la primera elección general parlamentaria celebrada después de la formación de Malasia en 1963. Las elecciones estatales no se llevaron a cabo en Singapur, Sabah y Sarawak. Las disposiciones transitorias permitieron a las legislaturas estatales de los tres estados elegir sus representantes parlamentarios hasta las próximas elecciones. A los tres estados se les han asignado un total de 55 escaños en el Parlamento malasio: 15 escaños para Singapur, 16 escaños para Sabah y 24 escaños para Sarawak. Juntos, los tres estados tuvieron el control de un 34% de los 159 escaños en el parlamento. Esto tenía la intención de actuar como un control para evitar que el parlamento aprobara enmiendas constitucionales (que requieren una mayoría de dos tercios) sin el acuerdo de los representantes de los tres nuevos estados. Después de que Singapur se fuera de Malasia, Sabah y Sarawak solo se quedaron con el 25% de los escaños, por lo que Sabah y Sarawak no pudieron evitar que el parlamento aprobara leyes que usurparían los derechos especiales otorgados a Sabah y Sarawak tras la fusión para formar Malasia.
Dos candidatos de la Alianza triunfaron sin oposición.

## Antecedentes
La Federación de Malasia, el estado malayo actual, se conformó el 16 de septiembre de 1963, al unificarse la Federación Malaya con Singapur, Sabah y Sarawak, hasta entonces colonias británicas. Malasia ofreció a Brunéi unirse a la federación pero estado declinó hacerlo y permanecería como un protectorado británico hasta su independencia como estado soberano en 1984. Estas serían, por lo tanto, las primeras elecciones desde la unificación del país. Sin embargo, los comicios no se celebrarían en toda Malasia: las elecciones en los tres nuevos estados se realizarían en forma indirecta. De este modo, los escaños disputados seguirían siendo 104, mientras que los otros 55 (15 para Singapur, 20 para Sabah, y 20 para Sarawak) serían designados por las legislaturas estatales para ese período parlamentario. Los tres estados en conjunto poseían el 34.6% de los escaños parlamentarios, con el fin de impedir que se pudiera formar una mayoría de dos tercios sin representación en alguno de los tres y así evitar que se socavaran los derechos especiales que la Constitución Federal les otorgaba. La Constitución, más concretamente el Artículo 153, otorgaba excesivos privilegios a los malayos nativos y a los bumiputra (indígenas), lo que llevó a que el gobierno de la Alianza fuera acusado de racismo, y de querer imponer el Ketuanan Melayu (Dominación Malaya). De ese modo, la unidad de Malasia como nación (basada en el concepto de Malasia Malasia o Malasia Malaya) y la relación entre las razas fue un tema central durante la campaña electoral de 1964.
A diferencia de Sabah y Sarawak, Singapur conservaría una gran cantidad de derechos y autonomía interna, en virtud del referéndum sobre su estatus político de 1962 y las negociaciones entre la gobernante Alianza (coalición de la Organización Nacional de los Malayos Unidos, la Asociación China de Malasia y el Congreso Indio de Malasia), de Tunku Abdul Rahman, y el gobierno estatal del Partido de Acción Popular (PAP), de Lee Kuan Yew. Sin embargo, preocupada por el incremento de la población china que significaba la incorporación de Singapur, la Alianza rompió su promesa hecha al PAP de no inmiscuirse en la política interna del nuevo estado y presentó candidaturas en las elecciones generales singapurenses de 1963. Sin embargo, la seccional de la Alianza en Singapur fue un rotundo fracaso, que se estrelló en los comicios sin obtener representación en la Asamblea Legislativa (algo que no volvería a ocurrirle a la coalición gobernante en ninguna legislatura estatal hasta 1990). El PAP no obstante salió debilitado de esas elecciones al perder la mayoría absoluta del voto popular y enfrentarse por única vez a una oposición coherente, el Barisan Sosialis, pese a la cual conservó el gobierno. Esto probablemente motivó al PAP a tomar represalias intentando posicionarse como una alternativa a la Alianza a nivel nacional. Para tal fin, fundaron una coalición con el Partido Progresista Popular y el Partido Democrático Unido: la llamada Convención Solidaria de Malasia, cuyo objetivo era derogar los privilegios otorgados a los bumiputra y crear un estado multirracial.

## Día de la nominación
El día de la nominación fue el 21 de marzo, dando como resultado una campaña de un mes y tres días de duración. La Alianza fue la única fuerza que presentó candidatos en todos los escaños parlamentarios y estatales. En dos circunscripciones parlamentarias, Johor Tenggara y Muar Selatan, ambas en el estado de Johor, el oficialismo ganó sin oposición. El Frente Socialista de los Pueblos Malayos (MPSF) presentó 63 candidatos, y fue apoyado externamente por el Barisan Sosialis (Frente Socialista), principal oposición de Singapur. El Partido Islámico Panmalayo presentó 53 candidaturas y, junto al MPSF y la Alianza, representaron las únicas tres fuerzas que presentaron candidatos suficientes para obtener mayoría absoluta.
La mayoría de los partidos de la oposición presentaron a varios candidatos tanto para el Dewan Rakyat que para las Asambleas Legislativas Estatales, los denominados "candidatos duales". La Alianza y el Partido Nacional fueron los únicos partidos que presentaron candidatos distintos en todos los escaños que disputaron.

## Resultados

### Dewan Rakyat
La Alianza renovó su mandato por aplastante margen al recibir el 58.53% de los votos y 89 de los 104 escaños electos en Malasia Peninsular. La UMNO logró mayoría absoluta propia con 59 escaños, suceso que no se repetiría nunca más en la historia electoral de Malasia. La MCA obtuvo 27 escaños y el MIC los 3 restantes. El Frente Socialista sufrió una debacle y, aunque obtuvo una cantidad significativa de votos más que en las anteriores elecciones con un 16.08%, retuvo solo 2 escaños, perdiendo su papel como principal opositor ante el Partido Islámico Panmalayo, que sin embargo tuvo un declive en cuanto a voto popular y perdió cuatro escaños, recibiendo el 14.64% de los sufragios y 9 escaños.
A pesar de que hizo una campaña considerada atractiva, y un gran esfuerzo por posicionarse como una fuerza a nivel federal, el PAP sufrió en Malasia el mismo resultado que la Alianza al intentar competir contra él en Singapur, pues solo uno de sus candidatos, Devan Nair, resultaría electo, y su intento ni siquiera tuvo éxito en recortar el voto a la Alianza para hacerle sufrir una caída significativa, cosa que sí había sucedido en Singapur. El Partido Progresista Popular perdió mucha fuerza y solo obtuvo 2 escaño, mientras que el Partido Democrático Unido solo uno. Por lo tanto, la Convención Solidaria en general recibió solo el 9.74% de los votos y cuatro escaños.
|  | 38.10 % |

|  | 56.73 % |

|  | 19.41 % |

|  | 25.96 % |

|  | 1.02 % |

|  | 2.88 % |

|  | 58.53 % |

|  | 85.58 % |

|  | 10.33 % |

|  | 1.92 % |

|  | 5.01 % |

|  | 0.00 % |

|  | 0.74 % |

|  | 0.00 % |

|  | 16.08 % |

|  | 1.92 % |

|  | 14.64 % |

|  | 8.65 % |

|  | 4.29 % |

|  | 0.96 % |

|  | 3.40 % |

|  | 1.92 % |

|  | 2.05 % |

|  | 0.96 % |

|  | 9.74 % |

|  | 3.84 % |

|  | 0.36 % |

|  | 0.00 % |

|  | 0.65 % |

|  | 0.00 % |

### Resultado por estado
|  | 63.25 % |

|  | 81.61 % |

|  | 36.75 % |

|  | 68.56 % |

|  | 76.43 % |

|  | 25.10 % |

|  | 4.78 % |

|  | 1.56 % |

|  | 56.86 % |

|  | 80.14 % |

|  | 42.95 % |

|  | 0.19 % |

|  | 56.52 % |

|  | 77.36 % |

|  | 32.10 % |

|  | 6.81 % |

|  | 4.57 % |

|  | 47.27 % |

|  | 83.47 % |

|  | 31.60 % |

|  | 18.07 % |

|  | 2.69 % |

|  | 0.38 % |

|  | 55.57 % |

|  | 79.53 % |

|  | 16.59 % |

|  | 10.49 % |

|  | 6.53 % |

|  | 2.73 % |

|  | 71.08 % |

|  | 77.63 % |

|  | 18.17 % |

|  | 10.75 % |

|  | 53.88 % |

|  | 73.16 % |

|  | 31.81 % |

|  | 11.08 % |

|  | 2.41 % |

|  | 0.82 % |

|  | 59.27 % |

|  | 80.01 % |

|  | 22.80 % |

|  | 9.89 % |

|  | 4.66 % |

|  | 1.16 % |

|  | 2.22 % |

|  | 66.18 % |

|  | 71.59 % |

|  | 26.78 % |

|  | 3.66 % |

|  | 3.37 % |

|  | 71.74 % |

|  | 80.88 % |

|  | 22.16 % |

|  | 3.73 % |

|  | 1.42 % |

|  | 0.95 % |

### Asambleas Legislativas Estatales
Las elecciones estatales no se realizaron en los estados más recientemente incorporados: Singapur, Sabah y Sarawak. Singapur realizó elecciones generales el año anterior, y en Sabah y Sarawak los comicios fueron indirectos y la totalidad de sus miembros fueron designados. Sabah no vería elecciones estatales directas hasta 1967, y Sarawak hasta 1969.
Respecto a 1959, la Alianza obtiene 10 de las 14 gobernaciones, y recupera el control de Terengganu de manos del Partido Islámico Panmalayo, que retiene únicamente el control de Kelantan, pasando este a ser el único estado de Malasia Peninsular gobernado por la oposición. Tanto Singapur como Sabah y Sarawak se mantienen gobernados por partidos fuera de la Alianza. En Pahang, Johor, y Kedah, la Alianza obtiene todos los escaños de la Asamblea Legislativa.
| Estado          | Alianza   | Alianza | Alianza | Alianza     | Frente Socialista | Frente Socialista | Frente Socialista | Frente Socialista | PAS     | PAS    | PAS     | PAS         | Convención Solidaria | Convención Solidaria | Convención Solidaria | Convención Solidaria | Independientes y otros | Independientes y otros | Independientes y otros | Independientes y otros |
| Estado          | Votos     | %       | Escaños | ±           | Votos             | %                 | Escaños           | ±                 | Votos   | %      | Escaños | ±           | Votos                | %                    | Escaños              | ±                    | Votos                  | %                      | Escaños                | ±                      |
| --------------- | --------- | ------- | ------- | ----------- | ----------------- | ----------------- | ----------------- | ----------------- | ------- | ------ | ------- | ----------- | -------------------- | -------------------- | -------------------- | -------------------- | ---------------------- | ---------------------- | ---------------------- | ---------------------- |
| Johor           | 173.644   | 66.95%  | 32      | 4           | 62.762            | 24.20%            | 0                 | Sin cambios       | 6.334   | 2.44%  | 0       | Sin cambios | 9.883                | 3.81%                | 0                    | Sin cambios          | 6.727                  | 2.59%                  | 0                      | Sin cambios            |
| Kedah           | 164.817   | 67.59%  | 24      | Sin cambios | 12.088            | 4.96%             | 0                 | Sin cambios       | 61.294  | 25.14% | 0       | Sin cambios | 4.256                | 1.75%                | 0                    | Sin cambios          | 1.386                  | 0.57%                  | 0                      | Sin cambios            |
| Kelantan        | 88.981    | 42.89%  | 9       | 7           |                   |                   |                   |                   | 118.498 | 57.11% | 21      | 7           |                      |                      |                      |                      |                        |                        |                        |                        |
| Malaca          | 66.593    | 65.17%  | 18      | 2           | 27.421            | 26.83%            | 2                 | 1                 | 5.416   | 5.30%  | 0       | Sin cambios | 2.666                | 2.61%                | 0                    | Sin cambios          | 90                     | 0.09%                  | 0                      | Sin cambios            |
| Negeri Sembilan | 68.461    | 58.78%  | 24      | 4           | 24.154            | 20.74%            | 0                 | Sin cambios       | 3.837   | 3.29%  | 0       | Sin cambios | 15.646               | 13.43%               | 0                    | Sin cambios          | 4.368                  | 3.75%                  | 0                      | Sin cambios            |
| Pahang          | 68.252    | 68.41%  | 24      | 1           | 18.528            | 18.57%            | 0                 | Sin cambios       | 8.525   | 8.55%  | 0       | Sin cambios | 593                  | 0.60%                | 0                    | Sin cambios          | 3.864                  | 3.87%                  | 0                      | Sin cambios            |
| Penang          | 94.242    | 46.97%  | 18      | 2           | 66.001            | 32.89%            | 2                 | 2                 | 4.305   | 2.15%  | 0       | Sin cambios | 35.515               | 17.70%               | 4                    | Sin cambios          | 587                    | 0.29%                  | 0                      | Sin cambios            |
| Perak           | 216.688   | 55.54%  | 35      | 4           | 29.045            | 7.45%             | 0                 | Sin cambios       | 42.598  | 10.92% | 0       | Sin cambios | 96.573               | 24.75%               | 5                    | Sin cambios          | 5.218                  | 1.34%                  | 0                      | Sin cambios            |
| Perlis          | 21.905    | 60.90%  | 11      | 1           | 547               | 1.52%             | 0                 | Sin cambios       | 13.354  | 37.13% | 1       | 1           |                      |                      |                      |                      | 164                    | 0.46%                  | 0                      | Sin cambios            |
| Selangor        | 148.253   | 55.11%  | 24      | 1           | 90.241            | 33.54%            | 4                 | 1                 | 9.344   | 3.47%  | 0       | Sin cambios | 20.982               | 7.80%                | 0                    | Sin cambios          | 195                    | 0.08%                  | 0                      | 1                      |
| Terengganu      | 58.951    | 56.20%  | 21      | 14          | 3.965             | 3.78%             | 0                 | 3                 | 35.197  | 33.56% | 3       | Sin cambios |                      |                      |                      |                      | 6.780                  | 6.46%                  | 0                      | Sin cambios            |
| Total           | 1.170.787 | 57.68%  | 240     | 31          | 334.752           | 16.49%            | 8                 | 8                 | 308.702 | 15.21% | 26      | 16          | 186.114              | 9.17%                | 9                    | 1                    | 29.379                 | 1.45%                  | 0                      | 10                     |

## Escaños designados
Después de las elecciones, de conformidad con lo establecido en los acuerdos previos a la formación de Malasia, los escaños de Malasia Oriental (Sabah y Sarawak) y Singapur para la legislatura siguiente serían elegidos indirectamente. Mientras que en Sabah y Sarawak los escaños fueron designados de forma indirecta tanto para la legislatura estatal como para el Dewan Rakyat, en Singapur los escaños parlamentarios fueron designados por la Asamblea Legislativa elegida en 1963.
| Estado   | Escaños | Partido | Partido                                  | Escaños |
| -------- | ------- | ------- | ---------------------------------------- | ------- |
| Singapur | 15      |         | Partido de Acción Popular                | 12/15   |
| Singapur | 15      |         | Frente Socialista                        | 3/15    |
|          |         |         |                                          |         |
| Sabah    | 16      |         | Organización Nacional Unida de Sabah     | 6/16    |
| Sabah    | 16      |         | Organización Nacional Kadazan Unida      | 5/16    |
| Sabah    | 16      |         | Partido Nacional de Sabah                | 4/16    |
| Sabah    | 16      |         | Organización Pasok Momogun Unida         | 1/16    |
|          |         |         |                                          |         |
| Sarawak  | 24      |         | Partido del Patrimonio de Sarawak        | 6/24    |
| Sarawak  | 24      |         | Frente Popular de Sarawak                | 5/24    |
| Sarawak  | 24      |         | Partido Nacional de Sarawak              | 4/24    |
| Sarawak  | 24      |         | Asociación China de Sarawak              | 3/24    |
| Sarawak  | 24      |         | Partido de los Pueblos Unidos de Sarawak | 3/24    |
| Sarawak  | 24      |         | Partido de la Nación                     | 3/24    |